# 中国興業
中国興業株式会社（ちゅうごくこうぎょう、英称：CHUGOKU KOGYO Co., Ltd.）は、広島県廿日市市に本社を置く日本の企業である。潤滑油の製造と販売、またダイカスト用離型潤滑剤、コンクリート離型剤、生分解性洗浄剤、高圧絶縁油等も開発製造している。自社ブランド『SEAHORSE』自動車用潤滑油『DAYTONA』を展開し、レース・チューニングカー用として『DAYTONA Pro‐Spec』も展開。

## 概要
伊藤徳助により広島県広島市1940年（昭和15年）に創業。1940年（昭和15年）に現法人が設立され、戦後高度経済成長の波に乗り、石油製品の製造を手掛ける。

## 主要事業所

### 本社・支店
- 本社 - 広島県廿日市市可愛11-33
- 支店
  - 東京支店 - 東京都中央区京橋2-1-1第2荒川ビル7F
  - 大阪支店 - 大阪府大阪市中央区今橋2-2-17グロース北浜ビル5F
  - 西日本支店 - 広島県廿日市市可愛11-33
  - 九州支店 - 福岡県鞍手郡鞍手町中山2886-4

### 工場
- - 本社工場 - 広島県廿日市市可愛11-33
  - 佐伯工場 - 広島県廿日市市峠字越峠1817-1

## 沿革
- 1940年（昭和15年）広島県広島市舟入川口町にて創業。
- 1949年（昭和24年）石油元売業者に指定。
- 1961年（昭和36年）自動車用潤滑油『SEAHORSE』シーホースブランドの製造販売開始。
- 1963年（昭和38年）日本高潤株式会社設立に参加。出資。
- 1965年（昭和40年）ブレーキフルードのJIS取得（国内第一号）
- 1968年（昭和43年）電力会社向けの絶縁油製造販売開始。
- 1980年（昭和55年）チェーンオイル『タッキー』販売開始。
- 1981年（昭和56年）エンジンオイル、タービン油、ギア油のJIS表示許可工場の認可取得。コンクリート離型剤販売開始。
- 1993年（平成5年） 坂井隆人が第6代目社長に就任。
- 1996年（平成8年） 東京支店開設。DAYTONAデイトナブランドの販売開始。
- 1998年（平成10年）液体吸収材の輸入販売開始。
- 2001年（平成13年）ISO9001:2000を取得。（本社、工場、西日本物流センター）
- 2004年（平成16年）DAYTONA Pro-Specの開発製造販売開始。
- 2008年（平成20年）工業標準化法改正に伴い新JIS認証取得。
- 2010年（平成22年）ダイカスト用離型潤滑剤製造販売開始。
- 2013年（平成25年）坂井隆一が第7代目社長に就任。廿日市市佐伯に佐伯工場完成。